# Людина, яка брала інтерв'ю
«Людина, яка брала інтерв'ю» (рос. «Человек, который брал интервью») — білоруський радянський художній фільм 1986 року режисера Юрія Марухіна.

## Сюжет
Перебуваючи в Афганістані, журналіст Олексій Русанов зіткнувся з випадками дивної і невиліковної хвороби, від якої постраждало багато людей. У той же час в газеті суміжної держави Сіндабада промайнула коротка замітка з явним натяком на те, що епідемія викликана штучно за допомогою комарів невідомого раніше виду. Вирішивши, у що б то не стало дізнатися правду про причини страшного захворювання, Русанов їде в Сіндабад. Тут йому вдається проникнути в секретну лабораторію професора Нелі, роботи якої фінансуються ЦРУ. Розуміючи, що радянський журналіст може розповісти світовій громадськості про підготовку нового виду бактеріологічної зброї, американська контррозвідка вирішує його прибрати...

## У ролях
- Аристарх Ліванов
- Андрій М'ягков
- Мелік Дадашев
- Зіллі Намазов
- Микола Кочегаров
- Бахадур Міралібеков
- Ідріс Рустамов
- Гасан Мамедов
- Микаил огли
- Олексій Зайцев
- Анатолій Терпицький

## Творча група
- Сценарій: Іона Андронов, Анатолій Кудрявцев
- Режисер: Юрій Марухін
- Оператор: Володимир Калашников
- Композитор: Фарадж Караєв